# صالح الرحال
صالح الرحال (مواليد 1953م)، هو شاعر كاتب روائي وطبيب سوري ولد في سورية وتخرج من جامعة دمشق طبيبا، وحاز على دبلوم الدراسات العليا في أمراض الانف والاذن والحنجرة، وعمل في مستشفيات دمشق. شارك في مؤتمرات طبية، وقدم أبحاثا طبية عن مرض الإيدز وعن امراض الجيوب الانفية.

## من مؤلفاته
- ديوان: «مستقبل الربيع»
- «مزامير آدم» «شعر»
- «عكاز الرزقا»
- «البرنس»
- «نجمة المتوسط أو مريم»
- «عبد الله الكوفي»
- «المرأة التي شاهدت وجه الله» (رواية).
- «أبناء زاهي» (قصص).

## الجوائز
حصل على جوائز متعدّدة في الشعر والرؤية.

## وصلات خارجية
- د. «صالح الرحال»... أدب «الحداثة» والإنسان